# Głuptakowe
Głuptakowe (Suliformes) – rząd ptaków z infragromady ptaków neognatycznych (Neognathae), wyodrębniony z rzędu pelikanowych (Pelecaniformes), w stosunku do którego stanowi takson siostrzany.

## Systematyka
Do rzędu należą dwa podrzędy:
- Fregatae – fregatowce
- Sulae – głuptakowce